# Rahel Szalit-Marcus

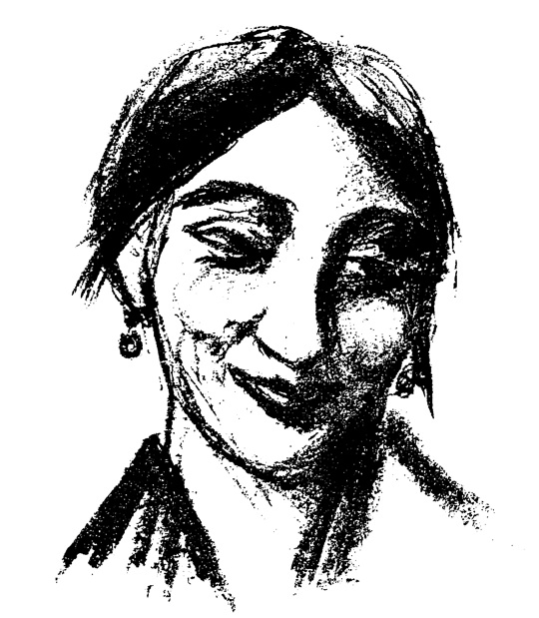
Rahel Szalit-Marcus, autoportrait, 1926

Rahel Szalit-Marcus, né le 2 juillet 1894 et morte assassinée en août 1942 à Auschwitz,, en Pologne, est une artiste et illustratrice juive d’Europe de l’Est. Née Rahel Markus à Telšiai, ville lituanienne alors intégrée à l’Empire russe (gouvernement de Kowno), elle travaille à Berlin pendant la République de Weimar et à Paris au cours des années 1930. Elle est en particulier reconnue pour ses illustrations représentatives de la vie des juifs d’Europe de l’Est.

## Biographie
Rahel Markus passe une partie de son enfance à Łódź et finit par acquérir la citoyenneté polonaise. De langue maternelle yiddish, elle apprend à parler le polonais, l’allemand et le français. En 1910 elle déménage à Munich pour suivre des études d’art. Elle y devient l’amie des artistes Henri Epstein et Marcel Słodki. Elle étudiera aussi à Paris et à Londres. Elle épouse en 1915 l’acteur Julius Szalit (né Julius Schalit en 1892), qui se suicide en 1919.
Rahel Szalit-Marcus vit à Berlin de 1916 à 1933. À partir de 1921, elle réside dans le quartier bavarois de Schöneberg (Stübbenstrasse 3). Elle se fait appeler Rahel Szalit dès le milieu des années 1920. Son travail est exposé à l’occasion de plusieurs manifestations de la Sécession berlinoise, mouvement artistique allemand établi au tournant du XIXe et XXe siècles. Szalit côtoie les artistes expressionnistes juifs Ludwig Meidner et Jakob Steinhardt. Elle bénéficie du soutien d’historiens de l’art, tels que Karl Schwarz et Rachel Wischnitzer. Elle passe du temps dans des cafés en vue, fréquentés par des artistes et des émigrés et se lie d’amitié avec différents intellectuels ; entre autres avec l’écrivaine germano-polonaise Eleonore Kalkowska. Les lithographies de Szalit sont à l’époque souvent comparées au travail de Käthe Kollwitz.
Membre actif de l’Association des artistes femmes de Berlin à partir de 1927, Szalit expose ses œuvres aux côtés d’artistes renommées, telles que Käthe Kollwitz, Lotte Laserstein, Julie Wolfthorn, Käthe Münzer-Neumann, Grete Csaki-Copony et Else Haensgen-Dingkuhn. En 1929, elle gagne en reconnaissance internationale grâce à l’obtention d’un prix lors de l’exposition Die Frau von heute.
Szalit fuit l’Allemagne nazie pour la France en 1933. Elle vit à Paris, dans le quartier de Montparnasse, ce qui lui vaut d’être rattachée à l’École de Paris. En juin 1935, elle expose ses œuvres en solo à la galerie Zborowski (fondée par Léopold Zborowski). Elle travaille à Paris jusqu’en 1939.
En juillet 1942, Szalit-Marcus est arrêtée lors de la rafle du Vél d’Hiv. Elle est déportée à Auschwitz en août 1942. Son studio de Paris est pillé. Une grande partie de son œuvre est aujourd’hui détruite ou perdue.

## Œuvre
Peintre et graphiste, Rahel Szalit-Marcus recourt à différentes techniques : peinture à l’huile, aquarelle, encre, pastel, craie. Elle est principalement connue pour ses lithographies. Elle commence à exposer ses tableaux vers 1920. A la même période, elle illustre des livres et publie plusieurs portfolios, qui ont pour la plupart survécu à la destruction. Entre la fin des années 1920 et le début des années 1930, elle continue de peindre. Ses illustrations sont reproduites dans de nombreux périodiques.

### Livres illustrés et Portfolios
- Fyodor Dostoyevsky, Das Krokodil, 1921
- Leo Tolstoy, Die Kreutzersonate, 1922
- Sholem Aleichem, Menshelakh un stsenes (Motl, the Cantor’s Son), 1922 – portfolio
- Mendele Moykher Sforim, Fischke der Krumme, 1922 – portfolio
- Hayim Nachman Bialik, Ketina Kol-bo, 1923
- Charles Dickens, Londoner Bilder (contes de Sketches by Boz), 1923
- Heinrich Heine, Hebräische Melodien, 1923 – portfolio
- Claude Tillier, Mein Onkel Benjamin, 1927

## Liens
- Ressources relatives aux beaux-arts :   - Delarge
  - RKDartists
  - Union List of Artist Names
- Notices d'autorité :   - VIAF
  - ISNI
  - LCCN
  - GND
  - Pays-Bas
  - Pologne
  - Israël
  - WorldCat
- Rahel Szalit-Marcus sur le site de Nadine Nieszawer